# Хумбан-никаш II
Хумбан-никаш II — царь Элама приблизительно в 653—651 годах до н. э.

## Биография
Хумбан-никаш II — старший из сыновей Уртаки, нашедших приют в Ассирии. После того как войска Ашшурбанапала разгромили Те-Уманна и захватили Элам, ассирийский царь разделил его на части и передал сыновьям Уртаки. Хумбан-никаш II получил в управление город Мадакту с прилегающими территориями.
В 653 году до н. э. вспыхнул мятеж брата Ашшурбанапала, правителя Вавилонии Шамаш-шум-укина. Тот попытался опереться на Хумбан-никаша II. Он послал ему дары и склонил на свою сторону. Царь Элама отправил в Вавилонию отряды во главе с сыном Те-Уммана Ундаси. Однако эламское войско было разбито по дороге, а в самом Эламе против Хумбан-никаша II восстал Таммариту и казнил как самого эламского царя, так и всё его семейство.